# Marie I av Auvergne
Ej att förväxla med hertiginnan  Marie I av Auvergne
Marie I av Auvergne, född 1376, död 1437, var regerande grevinna av Auvergne från 1424 till 1437.